# سمیرچیه (شهرستان کوگارچینسکی، باشقیرستان)
سمیرچیه (انگلیسی: Semirechye, Kugarchinsky District, Republic of Bashkortostan) یک شهرک در شهرستان کوگارچینسکی جمهوری باشقیرستان در کشور روسیه است.